# Kim Han-sol
Pour les articles homonymes, voir Kim Han-sol (gymnastique).
Dans ce nom, le nom de famille, Kim, précède le nom personnel coréen.
Kim Han-sol (en chosŏn'gŭl : 김한솔 et en hanja : 金漢率), né le 16 juin 1995 à Pyongyang (Corée du Nord), est le fils aîné de Kim Jong-nam et le petit-fils de l'ancien dirigeant de la Corée du Nord, Kim Jong-il. Son père, Kim Jong-nam, était l'héritier présomptif de la dynastie Kim jusqu'en 2001, où il perdit la faveur du régime à cause d'un mode de vie décalé. Son oncle paternel, Kim Jong-un, a été nommé héritier en septembre 2010, et a succédé à son père après la mort de ce dernier en décembre 2011.

## Biographie
Kim Han-sol apparait pour la première fois à l'attention du public en 2011, lorsqu'il est accepté par le Li Po Chun United World College, membre du mouvement United World Colleges (UWC), pour étudier à Hong Kong. Cependant, le gouvernement de Hong Kong refuse de lui délivrer un visa étudiant.
À la fin de 2011, à la suite des annonces d'admission de l'United World College de Mostar, un campus d'UWC en Bosnie-Herzégovine, les médias sud-coréens découvrent que l'un des étudiants nouvellement admis au collège international est Kim Han-sol. Ils retracent l'activité en ligne de comptes maintenus par Kim Han-sol sur plusieurs réseaux sociaux. Le contenu de ces comptes est alors largement diffusé, montrant un contraste fort avec le régime de son grand-père. Dans des messages postés sur Youtube, Facebook et Twitter, il exprime sa culpabilité pour le rôle de sa famille dans la souffrance du peuple nord-coréen,.
En octobre 2012, Kim Han-sol est interviewé sur la télévision publique nationale finlandaise Yle, émettant plusieurs commentaires à propos de son désir pour la réunification de la Corée, tout en critiquant les actions de son grand-père et de son oncle en Corée du Nord.
Le 5 juin 2013, Kim Han-sol est diplômé de l'UWC de Mostar en Bosnie-Herzégovine.
En septembre 2013, il intègre le campus euro-asiatique de l'Institut d'études politiques de Paris, au Havre. Le cursus dure 3 ans à l'issue desquels le jeune homme quitte la France pour une destination en Asie non précisée. Après l'exécution de Jang Song-taek, ancien numéro deux du régime et tuteur de Kim Jong-nam (le père de Kim Han-sol), la police française a mis en place une protection rapprochée de l'étudiant nord-coréen
.
Le 13 février 2017, son père, Kim Jong-nam décède à l'aéroport international de Kuala Lumpur en Malaisie, probablement assassiné par des agents nord-coréens.